# The Following Morning
The Following Morning is het derde album dat de Duitse contrabassist Eberhard Weber uitbrengt. Het album is opgenomen in de Talent Studio in Oslo onder leiding van Jan Erik Kongshaus. De muziek neigt naar easy listening met jazz-invloeden.

## Musici
- Eberhard Weber – bas;
- Rainer Brüninghaus – toetsen;
- en de cello-, hoorn- en hobosectie van het Filharmonisch Orkest van Oslo.

## Composities
1. T. on a white horse (10:10)
2. Moana I (10:52)
3. The Following Morning (12:02)
4. Moana II (7:45)

Alle composities van Weber.